# Вольная борьба на летних Олимпийских играх 1956 — до 79 кг
Соревнования по вольной борьбе в рамках Олимпийских игр 1956 года в среднем весе (до 79 килограммов) прошли в Мельбурне с 28 ноября по 1 декабря 1956 года в «Royal Exhibition Building».
Турнир проводился по системе с начислением штрафных баллов. За чистую победу штрафные баллы не начислялись, за победу по очкам борец получал один штрафной балл, за поражение по очкам со счётом решения судей 2-1 два штрафных балла, со счётом решения судей 3-0 или чистое поражение — три штрафных балла. Борец, набравший пять штрафных баллов, из турнира выбывал. Трое оставшихся борцов выходили в финал, проводили встречи между собой. Схватка по регламенту турнира продолжалась 12 минут. Если в течение первых шести минут не было зафиксировано туше, то судьи могли определить борца, имеющего преимущество. Если преимущество никому не отдавалось, то назначалось четыре минуты борьбы в партере, при этом каждый из борцов находился внизу по две минуты (очередность определялась жребием). Если кому-то из борцов было отдано преимущество, то он имел право выбора следующих шести минут борьбы: либо в партере сверху, либо в стойке. Если по истечении четырёх минут не фиксировалась чистая победа, то оставшиеся две минуты борцы боролись в стойке.
В среднем весе боролись 15 участников. Чемпионом мира 1954 года был иранец Аббас Занди, но он проиграл в третьем и четвёртом кругах и выбыл из соревнований. Почти без потерь продвигался к финалу американский борец Дэниэл Ходж. У двух других финалистов Николы Станчева и Георгия Схиртладзе турнир не проходил так гладко. Во-первых, они в первом же круге встретились между собой, и Схиртладзе проиграл. Во встрече судья на ковре уже даже поднял руку Схиртладзе в знак победы (из-за третьего предупреждения Станчева), однако боковой судья и главный судья не поддержали решение. Но во втором круге Станчев проиграл японцу Кацуо Кацурамото. Однако то, что в остальных встречах они побеждали чисто (а также то, что Кацурамото был вынужден после четвёртого круга сняться) позволило им продвинуться высоко по таблице с равными баллам. В пятом круге Станчев неожиданно уложил на лопатки Ходжа (американский борец начал бросок, но Станчев сумел накрыть его) и эта победа принесла ему золотую медаль, первое олимпийское «золото» для Болгарии во всех видах спорта. Финальная встреча была лишь за серебряную медаль, и в неё Ходж уложил Схиртладзе на лопатки за те же 11 минут, за которые проиграл Станчеву.

## Призовые места
- Никола Станчев (BUL)
- Дэниэль Ходж (USA)
- Георгий Схиртладзе (URS)

## Первый круг
| Штрафных баллов | Участник 1           | Результат   | Участник 2               | Штрафных баллов |
| --------------- | -------------------- | ----------- | ------------------------ | --------------- |
| 0               | Вильхо Пункари (FIN) | Туше (4:00) | Мухаммад Фаиз (PAK)      | 3               |
| 0               | Дэниэл Ходж (USA)    | Туше (4:15) | Джордж Фаргухар (GBR)    | 3               |
| 1               | Бакшиш Сингх (IND)   | 3-0         | Уильям Дэвис (AUS)       | 3               |
| 1               | Бенгт Линдблад (SWE) | 3-0         | Мани ван Зиль (RSA)      | 3               |
| 0               | Ханс Штерр (EUA)     | Туше (3:50) | Николас Аркалес (PHI)    | 3               |
| 1               | Никола Станчев (BUL) | 3-0         | Георгий Схиртладзе (URS) | 3               |
| 1               | Аббас Занди (IRI)    | 3-0         | Кацуо Кацурамото (JPN)   | 3               |
| 0               | Исмет Атлы (TUR)     | Пропускал   |                          |                 |

## Второй круг
| Штрафных баллов | Участник 1               | Результат    | Участник 2            | Штрафных баллов |
| --------------- | ------------------------ | ------------ | --------------------- | --------------- |
| 0               | Исмет Атлы (TUR)         | Туше (5:00)  | Мухаммад Фаиз (PAK)   | 6               |
| 1               | Дэниэл Ходж (USA)        | 3-0          | Вильхо Пункари (FIN)¹ | 3               |
| 4               | Уильям Дэвис (AUS)       | 3-0          | Джордж Фаргухар (GBR) | 6               |
| 4               | Мани ван Зиль (RSA)      | 3-0          | Бакшиш Сингх (IND)    | 4               |
| 0               | Ханс Штерр (EUA)         | Туше (7:00)  | Бенгт Линдблад (SWE)  | 4               |
| 3               | Георгий Схиртладзе (URS) | Туше (2:15)  | Николас Аркалес (PHI) | 6               |
| 3               | Кацуо Кацурамото (JPN)   | Туше (12:00) | Никола Станчев (BUL)  | 4               |
| 1               | Аббас Занди (IRI)        | Пропускал    |                       |                 |

¹ Снялся с соревнований

## Третий круг
| Штрафных баллов | Участник 1               | Результат   | Участник 2          | Штрафных баллов |
| --------------- | ------------------------ | ----------- | ------------------- | --------------- |
| 1               | Исмет Атлы (TUR)         | 3-0         | Аббас Занди (IRI)   | 4               |
| 1               | Дэниэл Ходж (USA)        | Туше (4:45) | Уильям Дэвис (AUS)  | 7               |
| 1               | Бенгт Линдблад (SWE)     | Туше (3:55) | Бакшиш Сингх (IND)  | 7               |
| 3               | Георгий Схиртладзе (URS) | Туше (4:10) | Мани ван Зиль (RSA) | 7               |
| 4               | Никола Станчев (BUL)     | Туше (4:23) | Ханс Штерр (EUA)    | 3               |
| 3               | Кацуо Кацурамото (JPN)   | Пропускал   |                     |                 |

## Четвёртый круг
| Штрафных баллов | Участник 1               | Результат    | Участник 2           | Штрафных баллов |
| --------------- | ------------------------ | ------------ | -------------------- | --------------- |
| 4               | Кацуо Кацурамото (JPN)¹  | 3-0          | Исмет Атлы (TUR)     | 4               |
| 1               | Дэниэл Ходж (USA)        | Туше (3:15)  | Аббас Занди (IRI)    | 7               |
| 4               | Никола Станчев (BUL)     | Туше (14:50) | Бенгт Линдблад (SWE) | 7               |
| 3               | Георгий Схиртладзе (URS) | Туше (7:40)  | Ханс Штерр (EUA)     | 6               |

¹ Снялся с соревнований

## Пятый круг
| Штрафных баллов | Участник 1               | Результат    | Участник 2        | Штрафных баллов |
| --------------- | ------------------------ | ------------ | ----------------- | --------------- |
| 4               | Георгий Схиртладзе (URS) | 2-1          | Исмет Атлы (TUR)  | 6               |
| 4               | Никола Станчев (BUL)     | Туше (11:00) | Дэниэл Ходж (USA) | 4               |

## Финал

### Встреча 1
| Штрафных баллов | Участник 1        | Результат    | Участник 2               | Штрафных баллов |
| --------------- | ----------------- | ------------ | ------------------------ | --------------- |
|                 | Дэниэл Ходж (USA) | Туше (11:00) | Георгий Схиртладзе (URS) |                 |